# 6769 Brokoff
6769 Brokoff (1985 CJ1) là một tiểu hành tinh vành đai chính được phát hiện ngày 15 tháng 2 năm 1985 bởi A. Mrkos ở Klet.